# گاراژ (خرم‌آباد)
گاراژ یک منطقهٔ مسکونی در ایران است که در دهستان کاکاشرف واقع شده‌است. گاراژ ۱۸ نفر جمعیت دارد.